# El Pauet
El Pauet és una muntanya de 611 metres que es troba al municipi de Bassella, a la comarca de l'Alt Urgell.